# Ca Tramontà (Ginestar)
Ca Tramontà és un edifici de Ginestar (Ribera d'Ebre) que forma part de l'Inventari del Patrimoni Arquitectònic de Catalunya. És una obra situada dins del nucli urbà de la vila de Ginestar, al bell mig del terme, formant cantonada entre els carrers Ample i Petritxol.

## Descripció

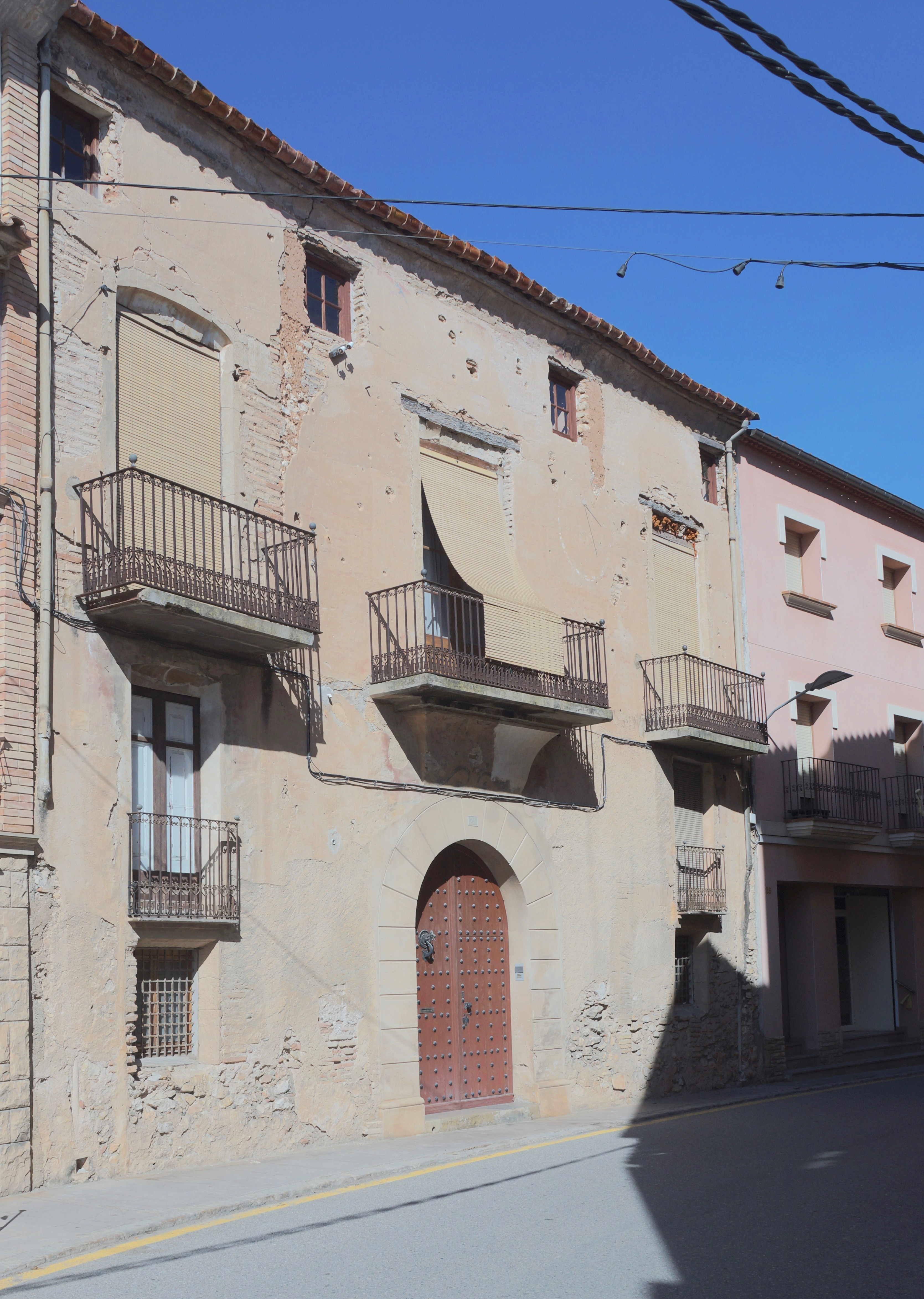
Façana principal

És una casa entre mitgeres de planta més o menys rectangular, formada per diversos cossos adossats i distribuïda en planta baixa, pis i golfes. Presenta la coberta de dues vessants de teula, amb el carener paral·lel a la façana principal. A la planta baixa s'obre el portal d'accés, d'arc de mig punt adovellat i, a banda i banda, dues obertures superposades que es corresponen amb una senzilla finestra i una balconera amb barana de ferro. A la primera planta s'obren tres balcons exempts, dels que destaquen les baranes de ferro. A les golfes hi ha petites finestres quadrangulars. Cal destacar les restes de pintura mural figurativa que es conserven en diverses zones de la façana, tot i que en força mal estat. Unes estan situades sota la canalera de teules de la part superior de la façana, i també n'hi ha a la part inferior del balcó central del pis, a la gran mènsula que sosté la llosana. Tot i que actualment no s'aprecia, aquesta representació tenia la data 1804 pintada. Al parament de la planta pis es conserven les restes d'un rellotge de sol força degradat. La construcció està bastida amb pedra, maons i terra, amb el parament arrebossat.

## Història
És un edifici bastit vers l'any 1804, com ho testimoniava la data pintada sota el balcó principal, avui dia inapreciable. Al pom de la barana de l'escala interior hi ha una àguila metàl·lica. La façana té les restes de metralla de la guerra del 1936-1939.